# Lillsjön (Fredrika socken, Lappland)
Lillsjön är en sjö i Åsele kommun i Lappland och ingår i Lögdeälvens huvudavrinningsområde. Sjön har en area på 0,0341 kvadratkilometer och ligger 321,6 meter över havet. Lillsjön ligger i Lögdeälven Natura 2000-område.

## Delavrinningsområde
Lillsjön ingår i det delavrinningsområde (712857-161566) som SMHI kallar för Ovan Alskabäcken. Medelhöjden är 343 meter över havet och ytan är 37,94 kvadratkilometer. Räknas de 50 avrinningsområdena uppströms in blir den ackumulerade arean 448,5 kvadratkilometer. Avrinningsområdets utflöde Lögdeälven (Lögdån) mynnar i havet. Avrinningsområdet består mestadels av skog (90 procent). Avrinningsområdet har 0,15 kvadratkilometer vattenytor vilket ger det en sjöprocent på 0,4 procent.